# Facit (Rechenmaschinen)

Firmenlogo

Facit AB war ein schwedischer Bürogeräte- und Büromöbelhersteller. Die in Åtvidaberg ansässige Firma existierte zwischen 1922 und 1998.

## Geschichte

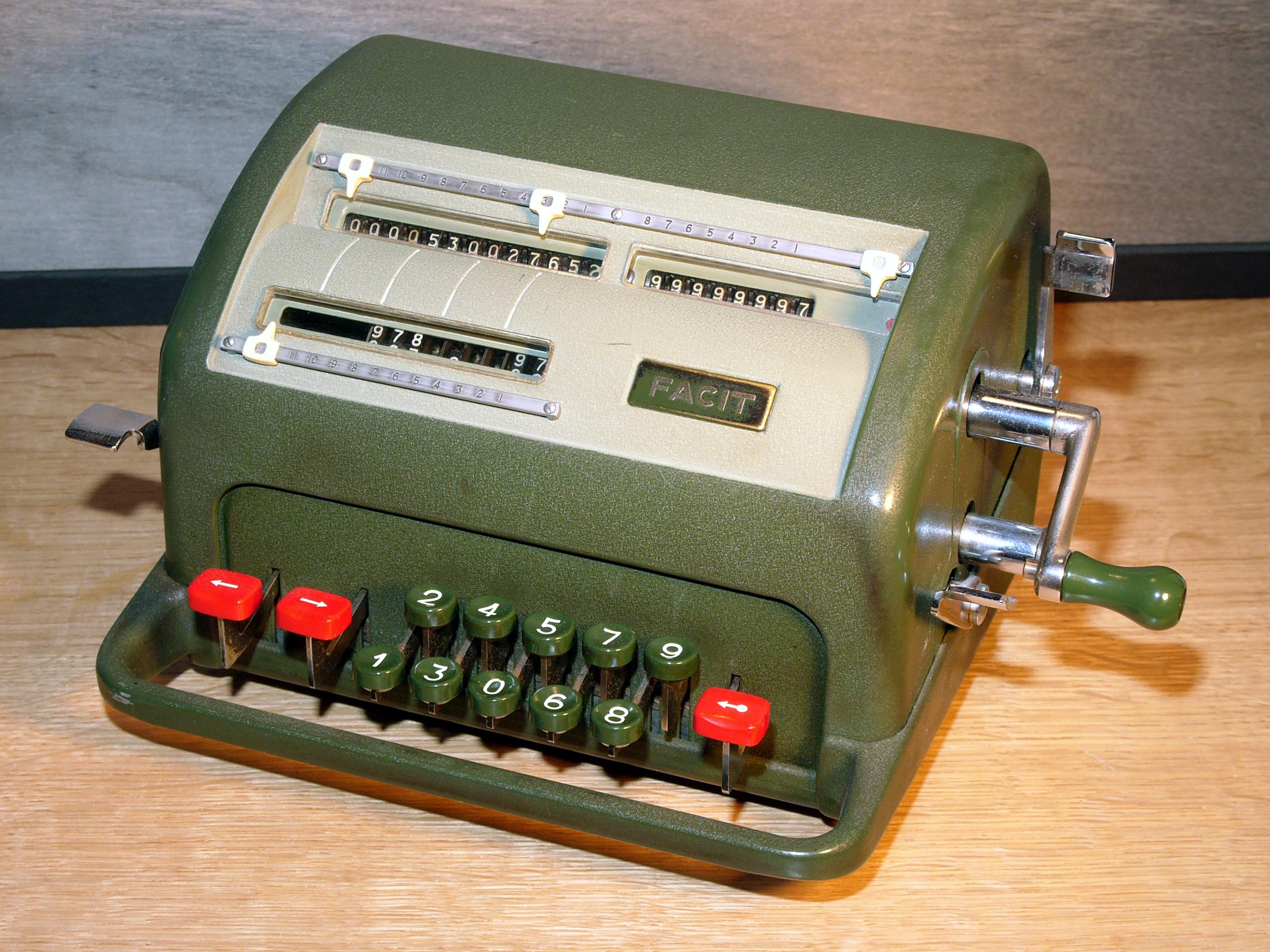
Facit-Rechenmaschine von 1954

Die Firma wurde 1922 unter dem Namen AB Åtvidabergs Industrier gegründet und war in jener Zeit auf die Herstellung von Büromobiliar aus Holz fokussiert. In den folgenden Jahren machte sich das Unternehmen als Hersteller von Rechenmaschinen einen Namen, die unter dem Namen Facit vertrieben wurden. 1956 gab sich das Unternehmen den Namen Facit AB (AB = aktiebolag = „Aktiengesellschaft“). In den folgenden Jahren wuchs das Geschäft, so dass bis 1970 die Anzahl der Mitarbeiter auf 14.000 stieg. Nachdem jedoch Anfang der 1970er Jahre billigere Rechenmaschinen aus Japan auf den Markt kamen, stürzte das Geschäft von Facit rapide ab und das Unternehmen wurde 1973 von Electrolux übernommen. 1983 kaufte Ericsson Facit AB und versuchte unter dem Markennamen Mikrocomputer zu verkaufen. Kurzzeitig ein Erfolg, musste der Versuch 1988 wieder eingestellt werden. In den folgenden Jahren wurde das Unternehmen aufgespalten und 1998 endgültig eingestellt.